# Часовня святого Страстотерпца царя Николая II (Улан-Удэ)
Часовня Святого Страстотерпца царя Николая II — православный храм в городе Улан-Удэ (до 1934 года — Верхнеудинск). Существующее сооружение, построенное в 2000—2003 годы, является воссозданием часовни во имя святителя Иннокентия Иркутского, созданной в XIX веке.
Часовня во имя святителя Иннокентия Иркутского была возведена в 1871 году.

## История
В 1871 году купцом первой гильдии Яковом Андреевичем Немчиновым для «поддержания в средствах существования» Тугнуйского миссионерского стана была построена Часовня во имя святителя Иннокентия Иркутского на Гостиннодворской площади (ныне — площадь Революции 1905 года) Александровского сада.
В 1930 году часовню во имя святителя Иннокентия Иркутского снесли.
В конце апреля 1999 года было получено разрешение городской администрации восстановить часовню.
20 сентября 1999 года был установлен крест на месте строительства.
В августе 2000 года строительство было начато. По благословению епископа Читинского Евстафия было решено восстанавливаемую часовню посвятить святым Царственным страстотерпцам.
Новая часовня была завершена в 2003 году.
Относится к Улан-Удэнской епархии Бурятской митрополии РПЦ.

## Галерея

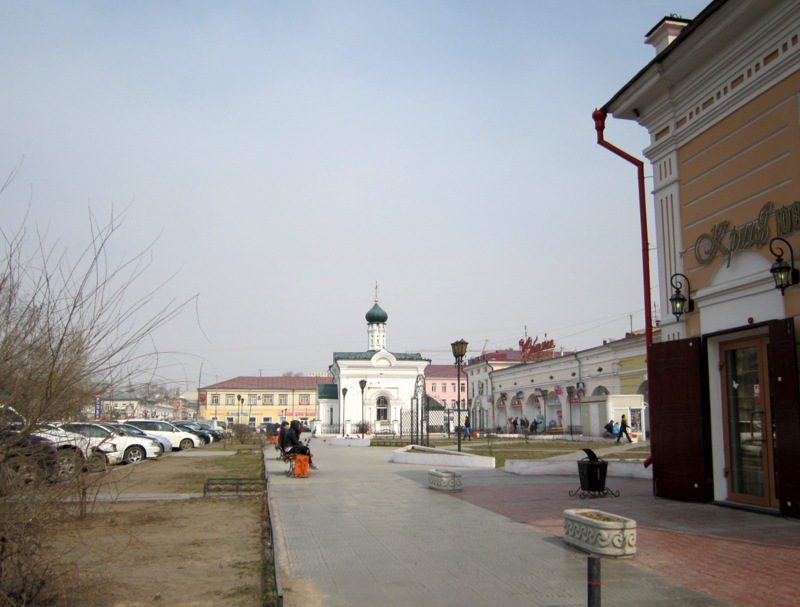
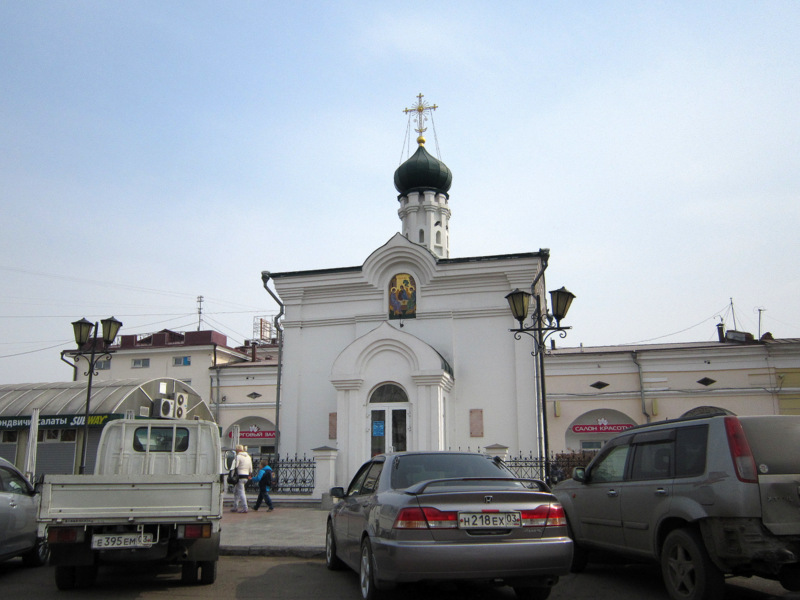